# Darío III
Darío III Codomano (en persa moderno: داریوش, Dāriyūsch, en persa antiguo: Dārayavahusch o Dārayavausch; circa 380-330 a. C.) fue el último rey persa de la dinastía aqueménida (336-330 a. C.).
En el año 338 a. C. el visir y eunuco Bagoas, jefe de la guardia real, envenenó al rey Artajerjes III, y promovió el ascenso de Arsés, hijo de Artajerjes. Sin embargo, ante el riesgo de que Arsés pudiera eliminarle, envenenó a Arsés a principios del año 336 a. C., e intentó instalar en el trono a un nuevo monarca que le resultara más fácil de controlar. Eligió para este fin a Darío, miembro relativamente lejano de la dinastía real, que se había distinguido en combate de campeones durante la guerra contra los cadusios (cadusii) del noroeste de Irán (Diodoro, Biblioteca histórica 17.6. 1-2), y que servía en ese momento como mensajero real (Plutarco, Vida de Alejandro, 18.7-8). 
Darío era hijo de Arsames, hijo a su vez de Ostanes (hermano de Artajerjes II), y de Sisigambis, hija de Artajerjes II Mnemón; el apelativo Codomano parece ser una forma adaptada al griego de su verdadero nombre, antes de adoptar el de Darío, para así evocar a Darío I y ganar legitimidad sobre el trono. El nuevo rey pronto demostró ser más independiente y capacitado de lo esperado por Bagoas, que intentó recurrir de nuevo al veneno para eliminar al rey persa. Sin embargo, esta vez no tuvo éxito, ya que Darío, prevenido de las intenciones de Bagoas, le ordenó beber de la copa envenenada que este le ofrecía (Diodoro, op. cit. 17.5.6).

## Primeros años de reinado
El nuevo rey trató de afirmar su control sobre un imperio inestable, en el cual muchos de sus territorios eran gobernados por sátrapas celosos de sus prerrogativas y poco leales, y poblados por súbditos descontentos y siempre dispuestos a la rebelión. Trató de afirmar el poderío persa de cara al exterior mediante la conquista de Egipto (334 a. C.), tras una campaña militar que debía demostrar el resurgimiento del poder aqueménida, si bien resultó ser la última conquista del imperio persa como tal.
Respecto al panorama exterior, hubo de prepararse ante la amenaza que suponía el rey Filipo II de Macedonia. En el año 336 a. C. Filipo había sido nombrado Hegemon por la Liga de Corinto para comandar el ejército greco-macedonio en la guerra panhelénica de venganza contra el Imperio persa, por la destrucción y el incendio de los templos de la Acrópolis ateniense durante la segunda guerra médica. Filipo destacó un ejército hacia Asia Menor, bajo el mando de sus generales Parmenión y Átalo, para liberar a las ciudades griegas que estaban bajo el control persa, ocupando tras diversos contratiempos la Tróade hasta el río Meandro. Sin embargo, el asesinato de Filipo detuvo la campaña militar, mientras su sucesor intentaba hacerse con el control de Macedonia y del resto de Grecia.

## La guerra contra Alejandro
En abril del año 334 a. C., Alejandro III de Macedonia, que había sido confirmado como Hegemon por la Liga de Corinto, invadió Asia Menor a la cabeza de un ejército conjunto greco-macedonio. Tras desembarcar en la Tróade, tomó varias ciudades y aldeas de la costa egea (Lámpsaco entre ellas). Un ejército aqueménida de unos 50.000 efectivos, al mando de Memnón de Rodas, plantó cara al rey macedonio, siendo derrotado en la batalla del Gránico. Tras esta victoria, las fuerzas greco-macedonias avanzaron por la costa mediterránea en dirección a las Puertas Cilicias. Ante este avance, en 333 a. C. el propio Darío asumió el mando de los ejércitos persas para luchar contra el rey macedonio, pero su numeroso ejército fue ampliamente superado y derrotado en la batalla de Issos (12 de noviembre de 333 a. C.). Darío huyó cuando comprobó que la batalla estaba perdida, dejando atrás su carro, el campamento persa y a su propia familia, todo ello capturado por Alejandro, que trató con respeto a los prisioneros reales. 

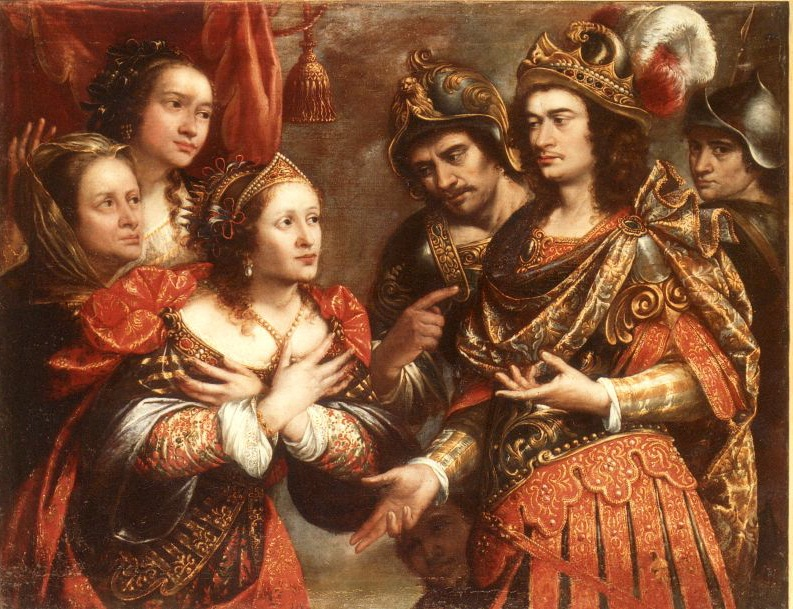
La familia de Darío frente a Alejandro Magno, obra de Justus Sustermans conservada en la Biblioteca Museo Víctor Balaguer de Villanueva y Geltrú.

El ejército macedonio se dirigió entonces hacia el sur, para conquistar Fenicia, Palestina y Egipto, y asegurar así su retaguardia antes de marchar hacia el corazón del Imperio aqueménida. Darío envió varios mensajes sin éxito a Alejandro, en los cuales llegó a solicitar la devolución de su familia a cambio de un rescate, y a ofrecer al rey macedonio la posesión de los territorios situados al oeste del Éufrates para así finalizar la contienda. La negativa de Alejandro obligó a Darío a realizar una leva general en todas las satrapías del Imperio que aún controlaba. Reunió así un numeroso ejército, que incluía contingentes de numerosos pueblos sometidos (bactrianos, sogdianos, escitas, partos, árabes, armenios, medos, indios, etcétera), y que algunos autores clásicos estimaron en un millón de infantes, cien mil jinetes, doscientos carros con hoces afiladas en las ruedas, y quince elefantes de guerra. Darío concentró su ejército en Babilonia, y al ver el resuelto avance de Alejandro desde Egipto, seleccionó cuidadosamente en Mesopotamia el campo de batalla, escogiendo para tal fin la llanura de Gaugamela, cien kilómetros al oeste de la ciudad de Arbela (la actual Arbil, en Irak), para no cometer el mismo error que en Issos, donde la estrechez del campo había sido un inconveniente crucial en su derrota.
Alejandro llegó a las inmediaciones de la llanura a finales de septiembre de 331 a. C., con un ejército de 40.000 infantes y 7.000 jinetes, situando su campamento a 10 km del campamento persa. Poco antes de entablar combate, Estatira, esposa y hermana de Darío, falleció durante el parto del hijo que esperaba (Plutarco, Vida de Alejandro, 21.2-5).

## Derrota y muerte

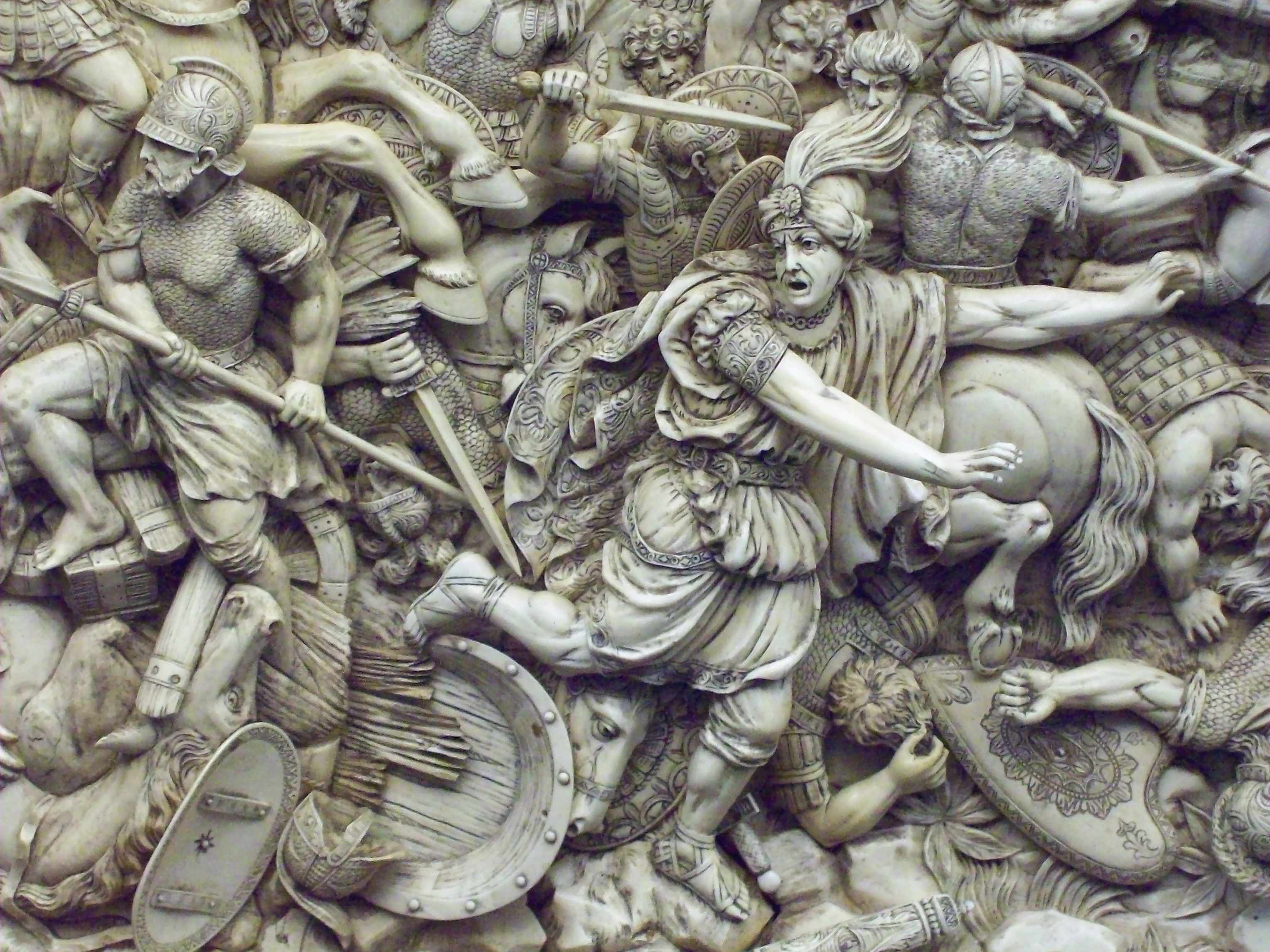
Huida de Darío en la batalla de Gaugamela. Relieve en marfil del s. XVIII (Museo Arqueológico Nacional, Madrid).

La batalla de Gaugamela finalizó con una gran derrota de los persas, ante la cual Darío emprendió la huida de nuevo, dirigiéndose a Arbela y más tarde a Ecbatana, la capital de Media. Alejandro ocupó las ciudades de Babilonia y Susa, antes de emprender la persecución de Darío para impedirle reunir un nuevo ejército en las satrapías más orientales. Por tanto Darío huyó de nuevo hacia Hircania, una satrapía situada al sur del Caspio, y desde allí trató de dirigirse a Bactra, la capital de Bactriana, perseguido de cerca por el ejército macedonio.
Sin embargo, al ver que Alejandro estaba decidido a capturar a Darío, un grupo de nobles, entre los que se encontraban los sátrapas Bessos, Barsaentes y Nabarzanes, tomaron a Darío como rehén, para así poder pactar con Alejandro y, al entregarlo, obtener del rey macedonio la independencia de las satrapías orientales que gobernaban. Enterado Alejandro de estos sucesos por un grupo de persas fugitivos, emprendió una rápida marcha para llegar hasta Darío (mediados de julio de 330 a. C.), pero poco antes de llegar al campamento de los sátrapas insurgentes, estos apuñalaron a Darío al tener conocimiento de su llegada, y emprendieron la huida. Darío solo sobrevivió unos instantes, agradeciendo el socorro que le brindó un destacamento macedonio. Se cuenta que Alejandro, al ver el cadáver de Darío, lloró y lo cubrió con su manto, diciendo: "No era esto lo que yo pretendía".
Alejandro prosiguió la conquista del imperio aqueménida, ahora con Bessos como su rival (quien se había autoproclamado emperador de Persia con el nombre de Artajerjes V) y con la excusa de vengar la muerte de Darío. No obstante, su duelo por Darío fue sincero: ordenó el traslado de su cuerpo a Ecbatana fuertemente custodiado, donde fue embalsamado y entregado a su madre para que oficiase los funerales por su hijo en Persépolis. Igualmente, una vez que Alejandro hubo capturado a Bessos, mandó condenarlo y ejecutarlo según las leyes persas por el asesinato de su soberano.

## Apariciones en el cine
| Año  | Título              | Director      | Actor         |
| ---- | ------------------- | ------------- | ------------- |
| 1956 | Alexander The Great | Robert Rossen | Harry Andrews |
| 2004 | Alexander           | Oliver Stone  | Raz Degan     |